# Josef Huggle
Josef Huggle (* 8. März 1903; † 12. Februar 1979) war ein deutscher Jurist.

## Werdegang
Huggle promovierte 1927 an der Universität Tübingen. Von Mai 1956 bis März 1968 war er Präsident des Landessozialgerichts Baden-Württemberg. Er war Mitherausgeber des Informationsdienstes Rechtsprechungsdienst der Sozialgerichtsbarkeit.
Er war seit 1922 Mitglied der katholischen Studentenverbindung AV Guestfalia Tübingen.

## Ehrungen
- 1968: Großes Verdienstkreuz der Bundesrepublik Deutschland